# Benvenuta in paradiso
Benvenuta in paradiso (How Stella Got Her Groove Back) è un film commedia-drammatico americano del 1998 diretto da Kevin Rodney Sullivan, tratto dall'omonimo romanzo best-seller del 1996 di Terry McMillan. Il film è interpretato da Angela Bassett, Taye Diggs, Whoopi Goldberg e Regina King. La colonna sonora originale è stata composta da Michel Colombier.

## Trama
Stella Payne è una quarantenne broker di successo, che cresce da sola il figlio Quincy nella Contea di Marin, in California. I suoi amici e la sua famiglia la rimproverano per essere stata troppo a lungo senza una relazione.
Stella manda Quincy dal padre per due settimane e poi, vedendo un annuncio per una vacanza in Giamaica, chiama spontaneamente la sua migliore amica del college, Delilah Abraham di New York, per proporle una visita. L'amica la convince così a partire per una vacanza di prima classe a Montego Bay, in Giamaica. Mentre Stella si immerge nella bellezza dell'isola la prima mattina, incontra un giovane e affascinante isolano a colazione. Winston Shakespeare è l'assistente di uno chef e ha vent'anni meno di lei, ma è molto interessato a lei. Le propone di incontrarsi più tardi al pigiama party in discoteca dell'hotel. L'interesse di Winston per Stella si trasforma in una storia d'amore che si interrompe bruscamente quando uno chef lo assume come assistente, impedendole di vederlo per il resto del viaggio. Al suo ritorno in California, scopre che una fusione con un'altra azienda ha eliminato il suo lavoro.
Winston convince Stella a recarsi nuovamente in Giamaica, dove si reca con Quincy e suo cugino. Nel mentre, Delilah le fa una telefonata di sostegno. Stella viene portata a conoscere la madre di Winston, che la svergogna perché hanno solo un anno di differenza di età. Questo, insieme alla telefonata dell'oncologo di Delilah, la costringe a fare un bilancio personale della sua vita.
Stella vola a New York per stare accanto a Delilah morente. Durante la rimozione del cancro da una parte del corpo, il chirurgo ha trovato una metastasi nel fegato. Le due amiche riescono a trascorrere un po' di tempo insieme nella stanza d'ospedale prima che Delilah muoia. Successivamente, Winston arriva a New York per il funerale e poi vola con Stella e i suoi compagni in California.
Al suo arrivo a casa, la famiglia di Stella, e persino il suo ex, accolgono Winston. Dopo poco tempo, la tensione tra lui e Stella aumenta. Lui pensa che lei si vergogni di farsi vedere con lui, la trova dispotica e lei si infastidisce della sua immaturità e dei suoi gusti giovanili.
Il vecchio broker di Stella cerca di attirarla di nuovo con l'offerta di una posizione di vicepresidente e di uno stipendio di 275.000 dollari, che lei rifiuta per cercare di trovare un proprio studio. In mezzo a tutto questo stress, Winston le chiede di sposarlo, tuttavia Stella temporeggia e rimugina sulla sua decisione. Dopo una settimana senza risposta, Winston annuncia di voler tornare in Giamaica per iscriversi alla facoltà di medicina e prende un taxi per l'aeroporto. Stella lo intercetta al terminal e dice di sì alla sua proposta, avendo capito la necessità di trovare un equilibrio tra l'amore, la compagnia e le sue responsabilità di madre, risolvendo così molti dei suoi dubbi interiori.

## Accoglienza della critica
Su Rotten Tomatoes, il film ha un indice di gradimento del 50% basato su 50 recensioni, con una valutazione media di 5.5/10. Il consenso dei critici sul sito recita: "Angela Bassett affronta con eleganza una spensierata avventura estiva, senza troppi conflitti o complicazioni, lasciandoci a chiederci se, o quando, ritroverà davvero il suo ritmo."Su Metacritic, il film ha un punteggio di 56 su 100, basato su 23 recensioni, segnalando giudizi "contrastanti o medi". Il pubblico intervistato da CinemaScore ha assegnato al film una valutazione di A−.

## Incassi
Nel weekend di apertura, Stella ha incassato 11.318.900 dollari, posizionandosi al secondo posto del box office nazionale dopo il quarto weekend di Salvate il soldato Ryan. Il film avrebbe incassato 36.672.941 dollari in patria e altri 1.605.781 dollari all'estero per un totale mondiale di 39.278.722 dollari, a fronte di un budget stimato di 20 milioni di dollari.